# Netzschkau
Netzschkau är en stad i Vogtlandkreis i förbundslandet Sachsen i Tyskland. Staden har cirka 3 700 invånare.
Kommunen ingår i förvaltningsområdet Netzschkau-Limbach tillsammans med kommunen Limbach.